# Grafos aleatórios exponenciais
Modelos de grafos aleatórios exponenciais (ERGMs) são uma família de modelos estatísticos para analisar dados de redes sociais e outros tipos de rede.

## Contexto
Existem muitas métricas para descrever as características estruturais de uma rede observada como densidade, centralidade ou assortatividade.  No entanto, essas métricas descrevem a rede observada, que é apenas uma instância de um grande número de redes alternativas possíveis. Esse conjunto de redes alternativas pode ter características estruturais similares ou não. Para creditar uma inferência estatística sobre os processos que influenciam a formação das estruturas de rede, um modelo estatístico deve considerar o conjunto de todas as possíveis redes alternativas ponderadas em sua similaridade com uma rede observada.  No entanto, porque os dados de uma rede são inerentementes relacionais, eles violam os pressupostos de independência e distribuição idêntica de modelos estatísticos como a regressão linear. Modelos estatísticos alternativos devem refletir a incerteza associada a uma dada observação, permitir inferência sobre a frequência relativa sobre as subestrututras de rede de interesse teórico, eliminar ambiguidades na influência de processos de confundimento, representar eficientemente estruturas complexas e ligar processos de nível local com propriedades de nível global. Randomização com preservação de grau, por exemplo, é uma forma específica em que uma rede observada pode ser considerada em termos de múltiplas redes alternativas.

## Definição
A família exponencial é uma família abrangente de modelos para cobrir muitos tipos de dados, não apenas de redes. Um ERGM é um modelo desta família que descreve redes.
Formalmente, um grafo aleatório {\displaystyle Y} consiste de um conjunto de nós {\displaystyle n} e díades (arestas) {\displaystyle m}
{\displaystyle \{Y_{ij}:i=1,\dots ,n;j=1,\dots ,n\}} onde {\displaystyle Y_{ij}=1} se os nós {\displaystyle (i,j)} são conectados e {\displaystyle Y_{ij}=0} de outro modo.
O pressuposto básico desses modelos é que a estrutura em um grafo observado {\displaystyle y} pode ser explicado por qualquer estatística {\displaystyle s(y)} dependendo da rede observada e seus atributos nodais. Desse modo, é possível descrever qualquer tipo de dependência entre as variáveis diádicas:
{\displaystyle P(Y=y|\theta )={\frac {\exp(\theta ^{T}s(y))}{c(\theta )}}}
onde {\displaystyle \theta } é um vetor de parâmetros do modelo associados com {\displaystyle s(y)} e {\displaystyle c(\theta )} é uma constante de normalização.
Esses modelos representam uma distribuição de probabilidade em cada rede possível nos nós {\displaystyle n}. No entanto, o tamanho do conjunto de redes possíveis para uma rede não direcionada (grafo simples) de tamanho {\displaystyle n} é  {\displaystyle 2^{n(n-1)/2}}. Porque o número de redes possíveis no conjunto supera vastamente o número de parâmetro que podem restringir o modelo, a distribuição de probabilidade ideal é a que maximiza a entropia de Gibbs.